# Papa Pere IV d'Alexandria
Pere IV d'Alexandria va ser un Patriarca Copte d'Alexandria de l'any 575 al 19 de juny del 578.
Va succeir al papa exiliat Teodosi I quan aquest va morir l'any 567. Com que els melquites tenien el control d'Alexandria en aquell moment, Pere IV va viure a l'exili al conjunt monàstic d'Enaton. Va haver d'enfrontar-se a un competidor anomenat Teodor, un anti-patriarca de l'any 575 al 587 nomenat per l'emperador Justinià, que no va ser reconegut per la majoria dels fidels.